# County Monaghan
County Monaghan (Irsk: Contae Mhuineacháin) er et county i Republikken Irland, hvor det ligger i provinsen Ulster.
County Monaghan omfatter et areal på 1.294 km² med en samlet befolkning på 55.816 (2006). 
Det administrative county-center ligger i byen Monaghan.
- Wikimedia Commons har flere filer relateret til County Monaghan

54°14′38″N 7°02′24″V / 54.244°N 7.04°V